# 真イエス教会
真イエス教会（しんいえすきょうかい,True Jesus Church）は、20世紀初頭にペンテコステ運動から生まれた、キリスト教プロテスタント系宗教組織。グループ。現在教会は、6つの大陸、37ヶ国に約150万人の会員を擁す。

## 歴史
- 1900年: アメリカ合衆国のカンザス州、サウスダコタ州、オクラホマ州において、祈っていた人々のグループがあった。突然それらは奇跡的に聖霊を受け取り、異言を語り始めた。
- 1906年: カリフォルニア州ロサンゼルスでは、クリスチャンの小さいグループが崇拝している間、聖霊は火のようにそれらに突然降りた。その時間から以前に多くの人々は聖霊の福音を海外に説教することを自ら申し出た。
- 1907年に中国に達した。従ってベルンツェン (Berntsen)[1] 持たれているのようなアメリカの宣教師は福音とポール・ウエイそうこの教会の早い創設者のような中国のクリスチャンへ説教されてこれのメンバーまただったペンテコステ運動。
- 1917年: 早い創設者、ポール・ウエイ（魏保羅）、リンシェン・ザン（張靈生）及バルナバ・ザン（張巴拿巴）は北京にこの独立した教会を確立することにした。 目標は再到来イエス・キリストの前に全世界へ福音を広げることだった。長くないその後、福音は中国から台湾に更には東南アジアや日本・韓国へと広まった。日本に於いては東京・大阪・前橋・千葉・東京墨田・横浜に教会が確立され、坂井市・上田・羽犬塚に祈りの家がある。

## 教義の特徴　十大信条
1. 聖霊: "聖霊を受けることは、主の約束であり、神の国を受け継ぐ保証で、霊言を語ることが聖霊を受けた証拠であると信じる。"
2. 水のバプテスマ （洗礼）: "水のバプテスマは、罪が赦され、新しく生まれる典礼で、水と霊のバプテスマを受けた人から、主イエスの御名によって、活ける水の中で首をたれ、全身を水に浸すものであると信じる。"
3. 聖餐: "聖餐は、主の死を記念し、主の体と血にあずかって、主と1つとなり、永遠の命を得、終わりの日に復活する典礼で、種のない1つのパンとぶどう汁を用いて、行うものであると信じる。度々行わなければならない。"
4. 洗足: "洗足は、主と係わりを持ち、互いに愛し合うこと、聖潔、謙遜、奉仕と赦し合うことを教える典礼であると信じる。バプテスマを受けた人に対して、主イエスの御名によって、1回洗足を授けなければならない。互いに足を洗い合うことは必要のある時に行ってもよい。"
5. 安息日 （第7日目）: "安息日（第7日目）は、神が祝福された聖日で、恵みの下で創造と救いを覚え、来世の永遠の安息を望みつつ、守るものであると信じる。"
6. イエス・キリスト:　"イエスは言が肉体となり、罪人を救うために、十字架上で身代わりの死を遂げ3日目に復活し、昇天された人類の唯一の救主、天地の主、唯一の真の神であると信じる。"
7. 新旧約聖書: "新旧約聖書は、神の霊感によって書かれ、黙示された真理を証明する唯一の聖典であり、信仰生活の基準であると信じる。"
8. 救い: "救われるのは、恵みの故に、信仰によるもので、聖霊に潔められ、聖書の教えを守り行い、心と思いを尽くして、神と人を愛するにあると信じる。"
9. 教会: "本教会は、主イエス・キリストが後の雨の聖霊と預言によって設立された、使徒教会を復興する真の教会であると信じる。"
10. 最後の審判: "主イエスは、世の終わりの日に、天から再臨して万民を審判し、義なる者に永遠の命を与え、不義なる者に永遠の刑罰を下すものと信じる。"

## 批判
東京基督教大学 国際宣教センター・日本宣教リサーチの『JMR調査レポート（2017年4月）』では「教義上あるいは信仰の実践上、キリスト教もしくはプロテスタントの一派と見なすことが困難とされるグループや教会の１つ」として、イエス之御霊教団、萬国福音教団、聖書研究会、基督心宗教団、復元イエス・キリスト教団、セブンスデー・アドベンチスト教会、アメン教団、日本基督召団、地元に在って合一である立場に立つ教会（地方召会）、原始福音（キリストの幕屋）、同仁キリスト教団と共に真イエス教会を挙げている。